# Christophe Ballard
Christophe Ballard (* 12. April 1641 in Paris; † 21. Mai 1715 in Paris) war ein französischer Drucker und von 1673 bis 1694 Leiter des Verlagshauses Ballard.
Er war Sohn von Robert III. Ballard (1610–1673) und damit Spross einer Familie von herausragenden Musikverlegern. Robert besaß die charge (Amt) eines imprimateur du Roi pour la musique (königlicher Musikdrucker), die 1673 an Christophe überging. 1675 versuchte sein Bruder Pierre II. Ballard wenig erfolgreich ein Konkurrenzunternehmen zu gründen. Christophe steht für die Ausgaben der Partituren von Jean-Baptiste Lullys Opern und derer seiner französischen Zeitgenossen. Allerdings verschloss sich Ballard neueren Verfahren des Notenstichs, strengte sogar Prozesse gegen innovative Drucker an und bekam Recht. Auch eigene Autoren blieben nicht verschont: Von 1701 bis 1703 prozessierte er gegen André Campra. Christophes Ehe mit Marie Lamielle entstammte Jean-Baptiste-Christophe Ballard (1674–1750), der das florierende Unternehmen mit elf Angestellten übernahm.
Christophe Ballards Wappen war azurblau mit einem goldenen Querstreifen, auf dem sich ein sandfarbener Flügel befand. Das Blau trug oben zwei und unten eine silberne Kugel.